# De Recta in Deum Fide
De Recta in Deum Fide ("Sobre la recta fe en Dios"), también conocido como Diálogo de Adamancio, es un obra cristiana anónima en forma de diálogo, escrita en griego entre los siglos III y IV. Se piensa que fue escrito en Asia Menor o en Siria. Se trata de una defensa de la ortodoxia cristiana contra las herejías del marcionismo y el gnosticismo.
El protagonista del diálogo se llama Adamancio, de donde se ha deducido tradicionalmente que este sería el nombre del autor. Por otro lado, el capítulo 24 de Philocalia (una colección de obras de Orígenes) se identifica a Adamancio con el mismo Orígenes. Aunque Philocalia fue compilada originalmente en el siglo IV por Basilio el Grande y Gregorio Nacianceno, la autenticidad del capítulo 24 es sospechosa, y hoy en día la identificación de Orígenes como autor de De recta in Deum Fide no es aceptada. La evidencia interna sugiere que la obra se compuso en dos etapas, una primera y una segunda edición.
De Recta in Deum Fide se divide en cinco libros que cubren tres disputas. En la primera disputa, Adamancio se enfrenta a dos discípulos de Marcion, Megethius y Marcos. En la segunda, debate con un tal Marino, discípulo de Bardaisan. En la tercera, debate con dos valentinianos, Droserius y Valente. Estas disputas son moderadas y juzgadas por un pagano llamado Eutropio, quien, al final de los libros segundo y quinto declara ganador a Adamancio. Al final, Eutropio expresa su deseo de convertirse al cristianismo.
De Recta in Deo Fide fue traducida al latín por Rufino de Aquilea en el siglo IV. Aunque ha sido poco estudiado, es un importante testimonio de la diversidad de opiniones entre los herejes y de los textos de los marcionitas.

## Otras lecturas
- Abbot, Ezra. "On the Construction of Titus 2:13". Journal of the Society of Biblical Literature and Exegesis 1 (1881): 3–19.

- Datos: Q111369768